# Cyclomenia holoserica
Cyclomenia holoserica is een Solenogastressoort uit de familie van de Simrothiellidae. De wetenschappelijke naam van de soort is voor het eerst geldig gepubliceerd in 1902 door Nierstrasz.